# Island Games 1989
Island Games 1989 var de tredje Island Games og blev holdt i Færøerne fra 5. juli til 13. juli 1989. Udover værtsnationen Færøerne deltog også et andet land fra det danske rige, Grønland deltog for første gang og blev nummer 13. Færøerne blev sammenlagt nummer tre, Isle of Man vandt for tredje gang legene, Island blev numme to. Judo var med som idrætsgren ved Island Games for første gang.

## Medaljeoversigt
Forklaring:
     Værtslandet er fremhævet med lavendelblå.
| Placering | Land          | Guld | Sølv | Bronze | Total |
| --------- | ------------- | ---- | ---- | ------ | ----- |
| 1         | Isle of Man   | 34   | 28   | 23     | 85    |
| 2         | Island        | 14   | 12   | 8      | 34    |
| 3         | Færøerne      | 13   | 5    | 10     | 28    |
| 4         | Gotland       | 11   | 9    | 6      | 26    |
| 5         | Guernsey      | 9    | 12   | 16     | 37    |
| 6         | Isle of Wight | 8    | 8    | 6      | 22    |
| 7         | Åland         | 5    | 11   | 9      | 25    |
| 8         | Jersey        | 5    | 8    | 7      | 20    |
| 9         | Orknøerne     | 4    | 3    | 4      | 11    |
| 10        | Gibraltar     | 1    | 1    | 6      | 8     |
| 11        | Shetland      | 0    | 3    | 1      | 4     |
| 12        | Ynys Mon      | 0    | 3    | 0      | 3     |
| 13        | Grønland      | 0    | 2    | 3      | 5     |
| 14        | Frøya         | 0    | 0    | 0      | 0     |
| 14        | Hitra         | 0    | 0    | 0      | 0     |

## Idræt
Idrætsgrenene som blev valgt til legene var:
- Atletik - se resultater
- Badminton - se resultater
- Bordtennis - se resultater
- Bueskydning - se resultater
- Cykling - se resultater
- Fodbold - se resultater
- Gymnastik - se resultater
- Judo - se resultater
- Skydesport - se resultater
- Svømning - se resultater
- Volleyball - se resultater